# Eulophia campbellii
Eulophia campbellii är en orkidéart som beskrevs av David Prain. Eulophia campbellii ingår i släktet Eulophia och familjen orkidéer. Inga underarter finns listade i Catalogue of Life.